# Copa América 2007
Copa América 2007 – południowoamerykański turniej piłkarski zorganizowany przez CONMEBOL, trwający od 26 czerwca do 15 lipca.
Po Copa América 2004 Południowoamerykańska Federacja Piłki Nożnej (CONMEBOL) przyznała organizację kolejnej edycji tej imprezy w 2007 Wenezueli. Zadecydowano, że weźmie w niej udział 12 drużyn, w tym 2 drużyny z Ameryki Środkowej. Wstępnie zaproszono Meksyk i Gwatemalę. Ostatecznie drugą drużyną ze strefy CONCACAF, obok Meksyku, którą zaproszono do udziału w turnieju jest reprezentacja Stanów Zjednoczonych.
W czerwcu 2005 zaprezentowano logo turnieju.
Losowanie grup turnieju odbyło się 14 lutego 2007.

## Uczestnicy

### Argentyna
| Nr                   | Zawodnik              | Klub                 |
| -------------------- | --------------------- | -------------------- |
| 1                    | Roberto Abbondanzieri | Getafe CF            |
| 2                    | Roberto Ayala         | Valencia CF          |
| 3                    | Daniel Díaz           | Boca Juniors         |
| 4                    | Hugo Ibarra           | Boca Juniors         |
| 5                    | Fernando Gago         | Real Madryt          |
| 6                    | Gabriel Heinze        | Manchester United    |
| 7                    | Rodrigo Palacio       | Boca Juniors         |
| 8                    | Javier Zanetti        | Inter Mediolan       |
| 9                    | Hernán Crespo         | Inter Mediolan       |
| 10                   | Juan Román Riquelme   | Boca Juniors         |
| 11                   | Carlos Tévez          | West Ham United      |
| 12                   | Juan Pablo Carrizo    | River Plate          |
| 13                   | Lucho González        | FC Porto             |
| 14                   | Javier Mascherano     | Liverpool            |
| 15                   | Gabriel Milito        | Real Saragossa       |
| 16                   | Pablo Aimar           | Real Saragossa       |
| 17                   | Nicolás Burdisso      | Inter Mediolan       |
| 18                   | Lionel Messi          | FC Barcelona         |
| 19                   | Esteban Cambiasso     | Inter Mediolan       |
| 20                   | Juan Sebastián Verón  | Estudiantes La Plata |
| 21                   | Diego Milito          | Real Saragossa       |
| 22                   | Agustín Orión         | San Lorenzo          |
| Trener: Alfio Basile |                       |                      |

### Boliwia
| Nr                    | Zawodnik            | Klub                   |
| --------------------- | ------------------- | ---------------------- |
| 1                     | Hugo Suárez         | Club Jorge Wilstermann |
| 2                     | Juan Manuel Peña    | Villarreal CF          |
| 3                     | Limbert Méndez      | Club Jorge Wilstermann |
| 4                     | Lorgio Álvarez      | Cerro Porteño          |
| 5                     | Leonel Reyes        | Club Bolívar           |
| 6                     | Ronald García       | Aris FC                |
| 7                     | Nelson Sossa        | Club Jorge Wilstermann |
| 8                     | Gualberto Mojica    | FC Paços de Ferreira   |
| 9                     | Jaime Moreno        | DC United              |
| 10                    | Joselito Vaca       | Club Blooming          |
| 11                    | Diego Cabrera       | Club Aurora            |
| 12                    | Sergio Galarza      | Oriente Petrolero      |
| 13                    | Edemir Rodríguez    | Real Potosí            |
| 14                    | Miguel Hoyos        | Club The Strongest     |
| 15                    | Jorge Antonio Ortíz | Club Blooming          |
| 16                    | Ronald Raldes       | Rosario Central        |
| 17                    | Juan Carlos Arce    | Corinthians Paulista   |
| 18                    | Gonzalo Galindo     | Club The Strongest     |
| 19                    | Augusto Andaveris   | La Paz                 |
| 20                    | Sacha Lima          | Club Jorge Wilstermann |
| 21                    | Jhasmani Campos     | Oriente Petrolero      |
| 22                    | Darwin Peña         | Real Potosí            |
| Trener: Erwin Sánchez |                     |                        |

### Brazylia
| Nr            | Zawodnik           | Klub                |
| ------------- | ------------------ | ------------------- |
| 1             | Helton             | FC Porto            |
| 2             | Maicon             | Inter Mediolan      |
| 3             | Alex Costa         | PSV Eindhoven       |
| 4             | Juan               | Bayer 04 Leverkusen |
| 5             | Mineiro            | Hertha BSC          |
| 6             | Gilberto           | Hertha BSC          |
| 7             | Elano              | Szachtar Donieck    |
| 8             | Gilberto Silva     | Arsenal F.C.        |
| 9             | Vágner Love        | CSKA Moskwa         |
| 10            | Diego              | Werder Brema        |
| 11            | Robinho            | Real Madryt         |
| 12            | Doni               | AS Roma             |
| 13            | Dani Alves         | Sevilla FC          |
| 14            | Alex Silva         | São Paulo FC        |
| 15            | Naldo              | Werder Brema        |
| 16            | Kléber             | Santos FC           |
| 17            | Josué              | São Paulo FC        |
| 18            | Fernando Menegazzo | Girondins Bordeaux  |
| 19            | Júlio Baptista     | Real Madryt         |
| 20            | Anderson           | FC Porto            |
| 21            | Afonso Alves       | Sc Heerenveen       |
| 22            | Fred               | Olympique Lyon      |
| Trener: Dunga |                    |                     |

### Chile
| Nr                    | Zawodnik           | Klub                        |
| --------------------- | ------------------ | --------------------------- |
| 1                     | Claudio Bravo      | Real Sociedad               |
| 2                     | Álvaro Ormeño      | Gimnasia y Esgrima La Plata |
| 3                     | Sebastián Rocco    | Santiago Wanderers          |
| 4                     | Ismael Fuentes     | Jaguares Tuxtla Gutiérrez   |
| 5                     | Miguel Riffo       | CSD Colo-Colo               |
| 6                     | José Luis Cabión   | Deportes Melipilla          |
| 7                     | Rodrigo Tello      | Beşiktaş JK                 |
| 8                     | Humberto Suazo     | CSD Colo-Colo               |
| 9                     | Reinaldo Navia     | Atlas Guadalajara           |
| 10                    | Jorge Valdivia     | SE Palmeiras                |
| 11                    | Mark González      | Liverpool                   |
| 12                    | Nicolás Peric      | Audax Italiano              |
| 13                    | Jorge Vargas       | Austria Salzburg            |
| 14                    | Matías Fernández   | Villarreal CF               |
| 15                    | Pablo Contreras    | Celta Vigo                  |
| 16                    | Manuel Iturra      | Club Universidad de Chile   |
| 17                    | Arturo Sanhueza    | CSD Colo-Colo               |
| 18                    | Rodrigo Meléndez   | CSD Colo-Colo               |
| 19                    | Gonzalo Jara       | CSD Colo-Colo               |
| 20                    | Gonzalo Fierro     | CSD Colo-Colo               |
| 21                    | Carlos Villanueva  | Audax Italiano              |
| 22                    | Juan Gonzalo Lorca | CSD Colo-Colo               |
| Trener: Nelson Acosta |                    |                             |

### Ekwador
| Nr                           | Zawodnik          | Klub                  |
| ---------------------------- | ----------------- | --------------------- |
| 1                            | Marcelo Elizaga   | Emelec Guayaquil      |
| 2                            | Jorge Guagua      | CA Colón              |
| 3                            | Iván Hurtado      | Atlético Nacional     |
| 4                            | Ulises de la Cruz | Reading               |
| 5                            | Patricio Urrutia  | LDU Quito             |
| 6                            | Pedro Quiñónez    | CD El Nacional        |
| 7                            | Mario Quiróz      | CD El Nacional        |
| 8                            | Édison Méndez     | PSV Eindhoven         |
| 9                            | Felix Borja       | Olympiakos SFP        |
| 10                           | Felipe Caicedo    | FC Basel              |
| 11                           | Cristian Benítez  | CD El Nacional        |
| 12                           | Cristian Mora     | LDU Quito             |
| 13                           | Renán Calle       | LDU Quito             |
| 14                           | Segundo Castillo  | Crvena zvezda Belgrad |
| 15                           | Óscar Bagüí       | Olmedo Riobamba       |
| 16                           | Antonio Valencia  | Wigan Athletic        |
| 17                           | Giovanny Espinoza | Vitesse Arnhem        |
| 18                           | Néicer Reasco     | São Paulo FC          |
| 19                           | Walter Ayoví      | CD El Nacional        |
| 20                           | Edwin Tenorio     | LDU Quito             |
| 21                           | Carlos Tenorio    | Al-Sadd               |
| 22                           | Pablo Palacios    | Deportivo Quito       |
| Trener: Luis Fernando Suárez |                   |                       |

### Kolumbia
| Nr                       | Zawodnik            | Klub                       |
| ------------------------ | ------------------- | -------------------------- |
| 1                        | Miguel Calero       | Pachuca                    |
| 2                        | Iván Córdoba        | Inter Mediolan             |
| 3                        | Mario Yepes         | PSG Paryż                  |
| 4                        | Gerardo Vallejo     | Tolima Ibagué              |
| 5                        | Javier Arizala      | Tolima Ibagué              |
| 6                        | Fabián Vargas       | Internacional Porto Alegre |
| 7                        | Edixon Perea        | Girondins Bordeaux         |
| 8                        | David Ferreira      | Athletico Paranaense       |
| 9                        | Álvaro Domínguez    | Deportivo Cali             |
| 10                       | Andrés Chitiva      | Pachuca                    |
| 11                       | Hugo Rodallega      | Monterrey                  |
| 12                       | Róbinson Zapata     | Cúcuta                     |
| 13                       | Vladimir Marín      | Club Libertad              |
| 14                       | Luis Amaranto Perea | Atlético Madryt            |
| 15                       | Jhon Viáfara        | Southampton                |
| 16                       | Jair Benítez        | Deportivo Cali             |
| 17                       | Jaime Castrillón    | Independiente Medellín     |
| 18                       | Luis Gabriel Rey    | Monarcas Morelia           |
| 19                       | César Valoyes       | Independiente Medellín     |
| 20                       | Macnelly Torres     | Cúcuta                     |
| 21                       | Jorge Banguero      | América Cali               |
| 22                       | Juan Zúñiga         | Atlético Nacional          |
| Trener: Jorge Luis Pinto |                     |                            |

### Meksyk
| Nr                                                     | Zawodnik            | Klub           |
| ------------------------------------------------------ | ------------------- | -------------- |
| 1                                                      | Oswaldo Sánchez     | Santos Laguna  |
| 2                                                      | Jonny Magallón      | Guadalajara    |
| 3                                                      | Fausto Pinto        | Pachuca        |
| 4                                                      | Rafael Márquez      | FC Barcelona   |
| 5                                                      | Israel Castro       | Pumas UNAM     |
| 6                                                      | Gerardo Torrado     | Cruz Azul      |
| 7                                                      | Alberto Medina      | Guadalajara    |
| 8                                                      | Jaime Correa        | Pachuca        |
| 9                                                      | Luis Ángel Landín   | Morelia        |
| Luis Landín zastąpił kontuzjowanego Jareda Borgettiego |                     |                |
| 10                                                     | Cuauhtémoc Blanco   | Chicago Fire   |
| 11                                                     | Ramón Morales       | Guadalajara    |
| 12                                                     | Juan Carlos Cacho   | Pachuca        |
| 13                                                     | Guillermo Ochoa     | Club América   |
| 14                                                     | Gonzalo Pineda      | Guadalajara    |
| 15                                                     | José Antonio Castro | Club América   |
| 16                                                     | Jaime Lozano        | Tigres UANL    |
| 17                                                     | Adolfo Bautista     | Jaguares       |
| 18                                                     | Andrés Guardado     | Atlas          |
| 19                                                     | Omar Bravo          | Guadalajara    |
| 20                                                     | Fernando Arce       | Morelia        |
| 21                                                     | Nery Castillo       | Olympiakos SFP |
| 22                                                     | Francisco Rodríguez | Guadalajara    |
| Trener: Hugo Sánchez                                   |                     |                |

### Paragwaj
| Nr                      | Zawodnik                | Klub                      |
| ----------------------- | ----------------------- | ------------------------- |
| 1                       | Justo Villar            | Newell’s Old Boys Rosario |
| 2                       | Darío Verón             | UNAM Meksyk               |
| 3                       | Claudio Morel Rodríguez | Boca Juniors              |
| 4                       | Julio Manzur            | Club Guaraní              |
| 5                       | Julio César Cáceres     | Tigres UANL Monterrey     |
| 6                       | Carlos Bonet            | Club Libertad             |
| 7                       | Salvador Cabañas        | Club América              |
| 8                       | Edgar Barreto           | NEC Nijmegen              |
| 9                       | Roque Santa Cruz        | Bayern Monachium          |
| 10                      | Julio dos Santos        | Bayern Monachium          |
| 11                      | Aureliano Torres        | San Lorenzo de Almagro    |
| 12                      | Joel Zayas              | Club Bolívar              |
| 13                      | Domingo Salcedo         | Cerro Porteño             |
| 14                      | Paulo da Silva          | Deportivo Toluca          |
| 15                      | Edgar González          | Cerro Porteño             |
| 16                      | Cristian Riveros        | Club Libertad             |
| 17                      | Dante López             | FC Crotone                |
| 18                      | Óscar Cardozo           | Newell’s Old Boys Rosario |
| 19                      | Jonathan Santana        | VfL Wolfsburg             |
| 20                      | Enrique Vera            | LDU Quito                 |
| 21                      | Nelson Cuevas           | Club América              |
| 22                      | Aldo Bobadilla          | Boca Juniors              |
| Trener: Gerardo Martino |                         |                           |

### Peru
| Nr                        | Zawodnik                 | Klub                        |
| ------------------------- | ------------------------ | --------------------------- |
| 1                         | Leao Butrón              | Universidad San Martín Lima |
| 2                         | Miguel Villalta          | Club Sporting Cristal       |
| 3                         | Santiago Acasiete        | UD Almería                  |
| 4                         | Walter Vílchez           | Cruz Azul                   |
| 5                         | Alberto Junior Rodríguez | SC Braga                    |
| 6                         | Jhoel Herrera            | Alianza Lima                |
| 7                         | Jair Céspedes            | Sport Boys Callao           |
| 8                         | Juan Carlos Bazalar      | Cienciano Cuzco             |
| 9                         | José Paolo Guerrero      | HSV Hamburg                 |
| 10                        | Juan Carlos Mariño       | Cienciano Cuzco             |
| 11                        | Ysrael Zúñiga            | FBC Melgar                  |
| 12                        | George Forsyth           | Alianza Lima                |
| 13                        | Paolo de la Haza         | Cienciano Cuzco             |
| 14                        | Claudio Pizarro          | Chelsea F.C.                |
| 15                        | Edgar Villamarín         | Cienciano Cuzco             |
| 16                        | Andrés Mendoza           | Metałurh Donieck            |
| 17                        | Jefferson Farfán         | PSV Eindhoven               |
| 18                        | Pedro García             | Universidad San Martín Lima |
| 19                        | Damián Ísmodes           | Club Sporting Cristal       |
| 20                        | Roberto Jiménez          | San Lorenzo de Almagro      |
| 21                        | Juan Flores              | Cienciano Cuzco             |
| 22                        | John Galliquio           | Universitario Lima          |
| Trener: Julio César Uribe |                          |                             |

### Stany Zjednoczone
| Nr                  | Zawodnik           | Klub                     |
| ------------------- | ------------------ | ------------------------ |
| 2                   | Marvell Wynne      | Toronto                  |
| 3                   | Jay DeMerit        | Watford                  |
| 4                   | Bobby Boswell      | DC United                |
| 5                   | Benny Feilhaber    | HSV Hamburg              |
| 6                   | Heath Pearce       | FC Nordsjaelland         |
| 7                   | Danny Califf       | Aalborg BK               |
| 8                   | Hérculez Gómez     | Colorado Rapids          |
| 9                   | Eddie Johnson      | Kansas City Wizards      |
| 10                  | Charles Davies     | Hammarby IF Sztokholm    |
| 11                  | Eddie Gaven        | Columbus Crew            |
| 12                  | Jimmy Conrad       | Kansas City Wizards      |
| 13                  | Jonathan Bornstein | CD Chivas USA            |
| 14                  | Ben Olsen          | DC United                |
| 15                  | Drew Moor          | FC Dallas                |
| 16                  | Sacha Kljestan     | CD Chivas USA            |
| 17                  | Kyle Beckerman     | Colorado Rapids          |
| 18                  | Kasey Keller       | Borussia Mönchengladbach |
| 19                  | Ricardo Clark      | Houston Dynamo           |
| 20                  | Taylor Twellman    | New England Revolution   |
| 21                  | Justin Mapp        | Chicago Fire             |
| 23                  | Brad Guzan         | CD Chivas USA            |
| 25                  | Lee Nguyen         | PSV Eindhoven            |
| Trener: Bob Bradley |                    |                          |

### Urugwaj
| Nr                    | Zawodnik               | Klub                            |
| --------------------- | ---------------------- | ------------------------------- |
| 1                     | Fabián Héctor Carini   | Inter Mediolan                  |
| 2                     | Diego Lugano           | Fenerbahçe SK                   |
| 3                     | Diego Godín            | Club Nacional de Football       |
| 4                     | Jorge Fucile           | FC Porto                        |
| 5                     | Pablo García           | Celta Vigo                      |
| 6                     | Darío Rodríguez        | FC Schalke 04                   |
| 7                     | Cristian Rodríguez     | Paris SG                        |
| 8                     | Walter Gargano         | Danubio FC                      |
| 9                     | Gonzalo Vargas         | AS Monaco                       |
| 10                    | Álvaro Recoba          | Inter Mediolan                  |
| 11                    | Fabián Estoyanoff      | Deportivo La Coruña             |
| 12                    | Juan Castillo          | CA Peñarol                      |
| 13                    | Sebastián Abreu        | Tigres UANL Monterrey           |
| 14                    | Carlos Diogo           | Real Saragossa                  |
| 15                    | Diego Pérez            | AS Monaco                       |
| 16                    | Maxi Pereira           | Defensor Sporting               |
| 17                    | Carlos Valdez          | Treviso                         |
| 18                    | Néstor Canobbio        | Celta Vigo                      |
| 19                    | Andrés Scotti          | Argentinos Juniors Buenos Aires |
| 20                    | Ignacio María González | Danubio FC                      |
| 21                    | Diego Forlán           | Villarreal CF                   |
| 22                    | Vicente Sánchez        | Deportivo Toluca                |
| Trener: Óscar Tabárez |                        |                                 |

### Wenezuela
| Nr                   | Zawodnik               | Klub              |
| -------------------- | ---------------------- | ----------------- |
| 1                    | Renny Vega             | Carabobo Valencia |
| 2                    | Luis Vallenilla        | UA Maracaibo      |
| 3                    | José Manuel Rey        | AEK Larnaka       |
| 4                    | Oswaldo Vizcarrondo    | Caracas           |
| 5                    | Miguel Mea Vitali      | UA Maracaibo      |
| 6                    | Alejandro Cichero      | Litex Łowecz      |
| 7                    | José Torrealba         | Mamelodi Sundowns |
| 8                    | Luis Vera              | Caracas           |
| 9                    | Giancarlo Maldonado    | CD O’Higgins      |
| 10                   | César Eduardo González | Caracas           |
| 11                   | Ricardo Páez           | Mineros Guayana   |
| 12                   | Javier Toyo            | Caracas           |
| 13                   | Leonel Vielma          | Caracas           |
| 14                   | Alejandro Guerra       | Caracas           |
| 15                   | Fernando de Ornelas    | Odds BK           |
| 16                   | Edder Pérez            | Marítimo Funchal  |
| 17                   | Jorge Alberto Rojas    | América Cali      |
| 18                   | Juan Arango            | RCD Mallorca      |
| 19                   | Daniel Arismendi       | UA Maracaibo      |
| 20                   | Héctor González        | AEK Larnaka       |
| 21                   | Andrés Rouga           | Caracas           |
| 22                   | Pedro Fernández        | UA Maracaibo      |
| Trener: Richard Páez |                        |                   |

## Mecze

### Grupa A

#### Peru–Urugwaj
| PERU – URUGWAJ 3:0 (1:0) |
| --- |
| 26 czerwca 2007, Mérida, Estadio Olímpico Metropolitano (widzów 23 000) |
| Sędzia: Carlos Amarilla ( Amelio Andino, Placido Chuello) |
| PERU: Leao Butrón – Alberto Rodríguez, Jhon Galliquio, Miguel Villalta, Santiago Acasiete, Walter Vílchez, Pedro García (57 Juan Carlos Mariño), Juan Carlos Bazalar, Jefferson Farfán (80 Paolo De la Haza), Paolo Guerrero, Claudio Pizarro (k) (77 Andrés Mendoza) |
| URUGWAJ: Fabián Carini – Carlos Diogo, Diego Lugano (k), Diego Godín, Darío Rodríguez, Diego Pérez, Pablo García, Fabián Canobbio (46 Cristian Rodríguez), Fabián Estoyanoff (80 Gonzalo Vargas), Diego Forlán, Vicente Sánchez (66 Sebastián Abreu)                  |
| Bramki: 1:0 Miguel Villalta 27g, 2:0 Juan Carlos Mariño 69, 3:0 Paolo Guerrero 88 |
| Żółte kartki: Pedro García 46, Paolo Guerrero 56, Claudio Pizarro 59, Juan Carlos Mariño 90+ / Diego Lugano 44, Darío Rodríguez 59 |

#### Wenezuela–Boliwia
| WENEZUELA – BOLIWIA 2:2 (1:1) |
| --- |
| 26 czerwca 2007, San Cristóbal, Estadio Polideportivo de Pueblo Nuevo (widzów 42 000) |
| Sędzia: Mauricio Reinoso ( Félix Badaraco, Juan Carlos Bedoya) |
| WENEZUELA: Renny Vega – Héctor González, José Manuel Rey, Alejandro Cichero, Jorge Rojas, Luis Vera (k), Miguel Mea Vitali, Ricardo David Páez (73 Leonel Vielma), Juan Arango, Fernando De Ornelas (60 Alejandro Guerra), Giancarlo Maldonado (78 José Torrealba 78) |
| BOLIWIA: Sergio Galarza – Miguel Hoyos, Ronald Raldés, Juan Manuel Peña (k), Lorgio Álvarez – Ronald García, Leonel Reyes (60 Darwin Peña), Gualberto Mojica – Joselito Vaca (71 Gonzalo Galindo) – Juan Carlos Arce, Jaime Moreno (74 Diego Cabrera)                 |
| Bramki: 1:0 Giancarlo Maldonado 21, 1:1 Alejandro Cichero 39s, 2:1 Ricardo David Páez 56, 2:2 Juan Carlos Arce 84 |
| Żółte kartki: Jorge Rojas 24 / Leonel Reyes 11 |

#### Urugwaj–Boliwia
| URUGWAJ – BOLIWIA 1:0 (1:0) |
| --- |
| 30 czerwca 2007, San Cristóbal, Estadio Polideportivo de Pueblo Nuevo (widzów 18 000) |
| Sędzia: Baldomero Toledo ( Rodrigo González, Félix Badaraco) |
| URUGWAJ: Fabián Carini – Carlos Diogo (57 Ignacio González), Diego Lugano (k), Andrés Scotti, Darío Rodríguez – Maximiliano Pereira, Diego Pérez, Pablo García, Cristian Rodríguez (90 Walter Gargano) – Diego Forlán (82 Fabián Estoyanoff), Vicente Sánchez |
| BOLIWIA: Sergio Galarza – Miguel Hoyos, Ronald Raldés, Juan Manuel Peña (k), Lorgio Álvarez – Ronald García (29 Sacha Lima), Leonel Reyes (71 Darwin Peña), Gualberto Mojica – Joselito Vaca (62 Diego Cabrera) – Juan Carlos Arce, Jaime Moreno              |
| Bramki: 1:0 Vicente Sánchez 58 |
| Żółte kartki: Carlos Diogo 19, Pablo García 27 / Juan Manuel Peña 72, Sacha Lima 76 |

#### Wenezuela–Peru
| WENEZUELA – PERU 2:0 (0:0) |
| --- |
| 30 czerwca 2007, San Cristóbal, Estadio Polideportivo de Pueblo Nuevo (widzów 18 000) |
| Sędzia: Benito Archundia ( Amelio Andino, Juan Carlos Bedoya) |
| WENEZUELA: Renny Vega – Héctor González, José Manuel Rey, Alejandro Cichero, Andrés Rouga (38 Edder Pérez) – Miguel Mea Vitali, Luis Vera (k), Ricardo David Páez – Juan Arango (74 César González) – Giancarlo Maldonado, Fernando De Ornelas (64 Daniel Arismendi) |
| PERU: Leao Butrón – Alberto Rodríguez, Jhon Galliquio (76 Andrés Mendoza), Miguel Villalta (52 Juan Carlos Mariño), Santiago Acasiete, Walter Vílchez – Pedro García, Juan Carlos Bazalar, Jefferson Farfán – Claudio Pizarro (k) (67 Ysrael Zúñiga), Paolo Guerrero |
| Bramki: 1:0 Alejandro Cichero 49g, 2:0 Daniel Arismendi 79 |
| Żółte kartki: Giancarlo Maldonado 15, Andrés Rouga 18, Ricardo David Páez 56, Alejandro Cichero 90+ / Alberto Rodríguez 54 |
| Czerwone kartki: David Páez 77 / Pedro García 14 |

#### Boliwia–Peru
| BOLIWIA – PERU 2:2 (2:1) |
| --- |
| 3 lipca 2007, Mérida, Estadio Olímpico Metropolitano (widzów 35 000) |
| Sędzia: Carlos Chandía ( Rodrigo González, Félix Badaraco) |
| BOLIWIA: Hugo Suárez – Miguel Hoyos, Ronald Raldés, Juan Manuel Peña (k), Lorgio Álvarez – Gualberto Mojica (80 Jorge Ortiz), Leonel Reyes, Jhasmani Campos (67 Gonzalo Galindo) – Joselito Vaca, Augusto Andaveris (57 Juan Carlos Arce), Jaime Moreno              |
| PERU: Leao Butrón – Jhon Galliquio (56 Jhoel Herrera), Alberto Rodríguez, Édgar Villamarín, Walter Vílchez – Paolo De la Haza, 19 Damián Ísmodes (70 Roberto Jiménez), Juan Carlos Mariño, Jefferson Farfán (46 Ysrael Zúñiga) – Paolo Guerrero, Claudio Pizarro (k) |
| Bramki: 1:0 Jaime Moreno 24, 1:1 Claudio Pizarro 34g, 2:1 Jhasmani Campos 45+, 2:2 Claudio Pizarro 85g |
| Żółte kartki: Ronald Raldés 60, Gonzalo Galindo 84, Leonel Reyes 84, Juan Manuel Peña 90+ / Jefferson Farfán 24, Paolo De la Haza 44, Alberto Rodríguez 73, Roberto Jiménez 87, Ysrael Zúñiga 90+                                                                    |
| Czerwone kartki: – / Jhoel Herrera 76 |

#### Wenezuela–Urugwaj
| WENEZUELA – URUGWAJ 0:0 |
| --- |
| 3 lipca 2007, Mérida, Estadio Olímpico Metropolitano (widzów 42 000) |
| Sędzia: Carlos Simón ( Juan Carlos Bedoya, Amelio Andino) |
| WENEZUELA: Renny Vega – Héctor González, José Manuel Rey, Alejandro Cichero, Edder Pérez – Luis Vera (k), Miguel Mea Vitali (76 Pedro Fernández) – César González, Juan Arango – Giancarlo Maldonado (57 José Torrealba), Fernando De Ornelas (66 Alejandro Guerra) |
| URUGWAJ: Fabián Carini – Diego Lugano (k), Andrés Scotti, Darío Rodríguez, Pablo García – Maximiliano Pereira, Diego Pérez, Cristian Rodríguez, Jorge Fucile – Diego Forlán (79 Sebastián Abreu), Vicente Sánchez (67 Álvaro Recoba)                                |
| Żółte kartki: Héctor González 18, Miguel Mea Vitali 41 / Jorge Fucile 55, Maximiliano Pereira 77 |

### Grupa B

#### Chile–Ekwador
| CHILE – EKWADOR 3:2 (1:2) |
| --- |
| 27 czerwca 2007, Puerto Ordaz, Estadio Polideportivo Cachamay (widzów 35 000) |
| Sędzia: Óscar Ruiz ( Luis Sánchez, Rafael Yáńez) |
| CHILE: Claudio Bravo – Álvaro Ormeño, Jorge Vargas, Pablo Contreras, Mark González – Matías Fernández (46 Miguel Riffo), Rodrigo Meléndez (73 Carlos Villanueva), Arturo Sanhueza – Jorge Valdivia (k) – Reinaldo Navia (46 Juan Gonzalo Lorca), Humberto Suazo |
| EKWADOR: Cristian Mora – Ulises De la Cruz, Iván Hurtado (k), Giovanny Espinoza, Óscar Bagüí – Luis Antonio Valencia, Edwin Tenorio, Segundo Castillo, Édison Méndez – Carlos Tenorio (76 Felipe Caicedo), Cristian Benítez                                     |
| Bramki: 0:1 Luis Antonio Valencia 16, 1:1 Humberto Suazo 20, 1:2 Cristian Benítez 23g, 2:2 Humberto Suazo 80, 3:2 Carlos Villanueva 87w |
| Żółte kartki: Jorge Vargas 11 / Ulises De la Cruz 14, Edwin Tenorio 44, Édison Méndez 77 |

#### Meksyk–Brazylia
| MEKSYK – BRAZYLIA 2:0 (2:0) |
| --- |
| 27 czerwca 2007, Puerto Ordaz, Estadio Polideportivo Cachamay (widzów 40 000) |
| Sędzia: Sergio Pezzotta ( Rodolfo Otero, Juan Carlos Arroyo) |
| MEKSYK: Guillermo Ochoa – Israel Castro (75 José Antonio Castro), Rafael Márquez (k), Jonny Magallón, Fausto Pinto – Fernando Arce, Jaime Correa, Gerardo Torrado, Ramón Morales (79 Jaime Lozano 79') – Nery Castillo, Juan Carlos Cacho (70 Omar Bravo) |
| BRAZYLIA: Doni – Maicon (79 Daniel Alves), Alex Costa, Juan dos Santos, Gilberto Melo – Mineiro, Gilberto Silva (k) – Elano (46 Afonso), Diego (46 Anderson Oliveira), Robinho – Vágner Love                                                              |
| Bramki: 1:0 Nery Castillo 24, 2:0 Ramón Morales 29w |
| Żółte kartki: Nery Castillo 57 / Alex Costa 60, Afonso 67, Daniel Alves 83 |

#### Brazylia–Chile
| BRAZYLIA – CHILE 3:0 (1:0) |
| --- |
| 1 lipca 2007, Maturín, Estadio Monumental Juana la Avanzadora (widzów 42 000) |
| Sędzia: Carlos Torres ( Rodolfo Otero, Luis Sánchez) |
| BRAZYLIA: Doni – Maicon (26 Daniel Alves), Alex Costa, Juan dos Santos, Gilberto Melo – Mineiro, Gilberto Silva (k) – Elano (77 Josué), Anderson Oliveira (46 Júlio Baptista), Robinho – Vágner Love                                                    |
| CHILE: Claudio Bravo – Álvaro Ormeño, Ismael Fuentes, Miguel Riffo (54 Jorge Vargas), Pablo Contreras, Gonzalo Jara (46 Juan Gonzalo Lorca) – Rodrigo Meléndez (19 Manuel Iturra), Arturo Sanhueza, Mark González – Jorge Valdivia (k) – Humberto Suazo |
| Bramki: 1:0 Robinho 36k, 2:0 Robinho 84, 3:0 Robinho 87 |
| Żółte kartki: Gilberto Melo 42, Mineiro 47, Robinho 65, Elano 77 / Gonzalo Jara 24, Humberto Suazo 30, Jorge Vargas 39, Manuel Iturra 79, Pablo Contreras 82                                                                                            |
| Uwagi: Jorge Vargas otrzymał żółtą kartkę, gdy siedział na ławce rezerwowych |

#### Meksyk–Ekwador
| MEKSYK – EKWADOR 2:1 (1:0) |
| --- |
| 1 lipca 2007, Maturín, Estadio Monumental Juana la Avanzadora (widzów 42 000) |
| Sędzia: René Ortubé ( Juan Carlos Arroyo, Rafael Yáńez) |
| MEKSYK: Oswaldo Sánchez – Israel Castro, Rafael Márquez (k), Jonny Magallón, Fausto Pinto – Fernando Arce, Jaime Correa, Gerardo Torrado, Ramón Morales (83 Gonzalo Pineda) – Nery Castillo (78 Cuauhtémoc Blanco), Juan Carlos Cacho (65 Omar Bravo)         |
| EKWADOR: Cristian Mora – Ulises De la Cruz, Iván Hurtado (k), Giovanny Espinoza, Óscar Bagüí (72 Walter Ayoví) – Édison Méndez, Edwin Tenorio (46 Néicer Reasco), Segundo Castillo, Luis Antonio Valencia – Carlos Tenorio (79 Félix Borja), Cristian Benítez |
| Bramki: 1:0 Nery Castillo, 2:0 Omar Bravo 80g, 2:1 Édison Méndez 85 |
| Żółte kartki: – / Iván Hurtado 24 |

#### Meksyk–Chile
| MEKSYK – CHILE 0:0 |
| --- |
| 4 lipca 2007, Puerto La Cruz, Estadio General José Antonio Anzoátegui (widzów 30 000) |
| Sędzia: Carlos Amarilla ( Luis Sánchez, Juan Carlos Arroyo) |
| MEKSYK: Guillermo Ochoa – José Antonio Castro, Jonny Magallón, Francisco Rodríguez, Jaime Lozano – Alberto Medina, Jaime Correa, Gonzalo Pineda (81 Fernando Arce), Andrés Guardado (46 Adolfo Bautista) – Cuauhtémoc Blanco (k) – Omar Bravo (74 Luis Ángel Lardín) |
| CHILE: Claudio Bravo – Ismael Fuentes, Pablo Contreras, Sebastián Roco – Gonzalo Fierro, Manuel Iturra, Arturo Sanhueza (k), Rodrigo Tello – Carlos Villanueva (70 Matías Fernández) – Humberto Suazo, Juan Gonzalo Lorca (77 Mark González)                         |
| Żółte kartki: Andrés Guardado 42, Omar Bravo 54, Gonzalo Pineda 76 / Gonzalo Fierro 2, Sebastián Roco 47 |

#### Brazylia–Ekwador
| BRAZYLIA – EKWADOR 1:0 (0:0) |
| --- |
| 4 lipca 2007, Puerto La Cruz, Estadio General José Antonio Anzoátegui (widzów 34 000) |
| Sędzia: Sergio Pezzotta ( Rodolfo Otero, Rafael Yáńez) |
| BRAZYLIA: Doni – Daniel Alves (81 Alex Silva), Alex Costa, Juan dos Santos, Gilberto (57 Kléber) – Mineiro, Gilberto Silva (k), Josué – Júlio Baptista (74 Diego) – Robinho, Vágner Love                                                  |
| EKWADOR: Marcelo Elizaga – Néicer Reasco, Jorge Guagua, Giovanny Espinoza, Óscar Bagüí – Édison Méndez (k), Segundo Castillo, Luis Antonio Valencia, Walter Ayoví (76 Felipe Caicedo) – Félix Borja (61 Carlos Tenorio), Cristian Benítez |
| Bramki: 1:0 Robinho 56k |
| Żółte kartki: Daniel Alves 57, Diego 78, Josué 90+ / Óscar Bagüí 69, Carlos Tenorio 79 |

### Grupa C

#### Paragwaj–Kolumbia
| PARAGWAJ – KOLUMBIA 5:0 (2:0) |
| --- |
| 28 czerwca 2007, Maracaibo, Estadio José Encarnación Pachencho Romero (widzów 30 000) |
| Sędzia: Jorge Larrionda ( Walter Rial, Ednilson Corona) |
| PARAGWAJ: Justo Villar (k) – Darío Verón, Julio César Cáceres, Paulo da Silva – Carlos Bonet, Edgar Barreto, Cristian Riveros, Jonathan Santana (79 Enrique Vera), Claudio Morel Rodríguez – Roque Santa Cruz (84 Dante López), 18 Óscar Cardozo (70 Salvador Cabañas) |
| KOLUMBIA: Miguel Calero (k) – Gerardo Vallejo, Iván Córdoba, Mario Yepes, Javier Arizala (63 Vladimir Marín) – Jhon Viáfara, David Ferreira, Fabián Vargas, Álvaro Domínguez (56 Macnelly Torres) – Hugo Rodallega (76 Luis Gabriel Rey), Edixon Perea                 |
| Bramki: 1:0 Roque Santa Cruz 30, 2:0 Roque Santa Cruz 46, 3:0 Roque Santa Cruz 80g, 4:0 Salvador Cabañas 85, 5:0 Salvador Cabañas 88 |
| Uwagi: w 28 minucie bramkarz paragwajski Justo Villar obronił rzut karny, który wykonywał Álvaro Domínguez |

#### Argentyna–Stany Zjednoczone
| ARGENTYNA – STANY ZJEDNOCZONE 4:1 (2:1) |
| --- |
| 28 czerwca 2007, Maracaibo, Estadio José Encarnación Pachencho Romero (widzów 34 500) |
| Sędzia: Carlos Chandía ( Rodrigo González, Luis Ávila) |
| ARGENTYNA: Roberto Abbondanzieri – Javier Zanetti, Roberto Ayala (k), Gabriel Milito, Gabriel Heinze – Javier Mascherano – Juan Sebastián Verón (86 Fernando Gago), Juan Riquelme, Esteban Cambiasso (58 Pablo Aimar) – Lionel Messi (79 Carlos Tévez), Hernán Crespo |
| STANY ZJEDNOCZONE: Kasey Keller (k) – Marvell Wynne, Jay DeMerit, Jimmy Conrad, Jonathan Bornstein – Ben Olsen (62 Eddie Gaven), Ricardo Clark (79 Kyle Beckerman), Benny Feilhaber, Justin Mapp – Eddie Johnson, Taylor Twellman (69 Hérculez Gómez)                 |
| Bramki: 0:1 Eddie Johnson 9k, 1:1 Hernán Crespo 11, 2:1 Hernán Crespo 16, 3:1 Pablo Aimar 78g, 4:1 Carlos Tévez 85 |
| Żółte kartki: Gabriel Milito 58 / Jonathan Bornstein 73 |

#### Paragwaj–Stany Zjednoczone
| PARAGWAJ – STANY ZJEDNOCZONE 3:1 (1:1) |
| --- |
| 2 lipca 2007, Barinas, Estadio Agustín Tovar La Carolina (widzów 23 000) |
| Sędzia: Víctor Rivera ( Luis Ávila, Plácido Chuello) |
| PARAGWAJ: Justo Villar (k) (55 Aldo Bobadilla) – Darío Verón, Julio César Cáceres, Paulo da Silva – Carlos Bonet, Édgar Barreto, Cristian Riveros, Jonathan Santana (76 Enrique Vera), Claudio Morel Rodríguez – Óscar Cardozo (73 Salvador Cabañas), Roque Santa Cruz |
| STANY ZJEDNOCZONE: Kasey Keller (k) – Drew Moor, Jay DeMerit (65 Danny Califf), Jimmy Conrad, Jonathan Bornstein – Ben Olsen (71 Justin Mapp), Ricardo Clark, Benny Feilhaber, Sacha Kljestan (80 Lee Nguyen) – Eddie Johnson, Taylor Twellman                         |
| Bramki: 1:0 Édgar Barreto 30, 1:1 Ricardo Clark 40, 2:1 Óscar Cardozo 56, 3:1 Salvador Cabañas 90+w |
| Żółte kartki: Cristian Riveros 77 / Benny Feilhaber 62 |

#### Argentyna–Kolumbia
| ARGENTYNA – KOLUMBIA 4:2 (3:1) |
| --- |
| 2 lipca 2007, Maracaibo, Estadio José Encarnación Pachencho Romero (widzów 35 000) |
| Sędzia: Carlos Simón ( Ednilson Corona, Walter Rial) |
| ARGENTYNA: Roberto Abbondanzieri – Javier Zanetti, Roberto Ayala (k), Gabriel Milito, Gabriel Heinze – Javier Mascherano – Juan Sebastián Verón (80 Luis „Lucho” González), Juan Riquelme, Esteban Cambiasso – Lionel Messi (84 Carlos Tévez), Hernán Crespo (21 Diego Milito) |
| KOLUMBIA: Miguel Calero (k) – Gerardo Vallejo, Iván Córdoba, Luis Amaranto Perea, Javier Arizala – Jhon Viáfara (62 Jaime Castrillón), Jorge Banguero, Fabián Vargas – David Ferreira (76 Macnelly Torres) – Edixon Perea (67 Andrés Chitiva), Hugo Rodallega                  |
| Bramki: 0:1 Edixon Perea 10, 1:1 Hernán Crespo 20k, 2:1 Juan Riquelme 34g, 3:1 Juan Riquelme 45+w, 3:2 Jaime Castrillón 73g, 4:2 Diego Milito 90+ |
| Żółte kartki: Gabriel Milito 13, Juan Sebastián Verón 69 / Luis Amaranto Perea 14, Javier Arizala 16, Fabián Vargas 54, Jorge Banguero 79 |
| Czerwone kartki: – / Fabián Vargas 90+ |

#### Kolumbia–Stany Zjednoczone
| KOLUMBIA – STANY ZJEDNOCZONE 1:0 (1:0) |
| --- |
| 5 lipca 2007, Barquisimeto, Estadio Metropolitano de Fútbol de Lara (widzów 37 000) |
| Sędzia: Manuel Andarcia ( Plácido Chuello, Luis Ávila) |
| KOLUMBIA: Robinson Zapata – Juan Camilo Zúñiga, Luis Amaranto Perea (k), Mario Yepes, Javier Arizala, Jorge Banguero – Jhon Viáfara (55 Vladimir Marín), Macnelly Torres (85 David Ferreira), Jaime Castrillón – César Valoyes (79 Andrés Chitiva), Hugo Rodallega |
| STANY ZJEDNOCZONE: Brad Guzan – Drew Moor, Danny Califf (k), Bobby Boswell, Heath Pearce – Sacha Kljestan, Ricardo Clark, Kyle Beckerman, Justin Mapp (65 Charlie Davies) – Hérculez Gómez (46 Eddie Gaven), Eddie Johnson (72 Lee Nguyen)                         |
| Bramki: 1:0 Jaime Castrillón 15g |
| Żółte kartki: Luis Amaranto Perea 42, Robinson Zapata 72, César Valoyes 79 / Drew Moor 2, Sacha Kljestan 32, Justin Mapp 56 |
| Czerwone kartki: Robinson Zapata 87 / – |
| Uwagi: - w 36 minucie bramkarz reprezentacji USA Brad Guzan obronił rzut karny egzekwowany przez Hugo Rodallegę - gdy w 87 minucie bramkarz kolumbijski Robinson Zapata otrzymał czerwoną kartkę w bramce zastąpił go Hugo Rodallega                               |

#### Argentyna–Paragwaj
| ARGENTYNA – PARAGWAJ 1:0 (0:0) |
| --- |
| 5 lipca 2007, Barquisimeto, Estadio Metropolitano de Fútbol de Lara (widzów 37 000) |
| Sędzia: Jorge Larrionda ( Walter Rial, Ednilson Corona) |
| ARGENTYNA: Roberto Abbondanzieri – Hugo Ibarra, Nicolás Burdisso, Daniel Díaz, Javier Zanetti (k) – Fernando Gago – Luis „Lucho” González (67 Javier Mascherano), Pablo Aimar (85 Roberto Ayala), Esteban Cambiasso (67 Lionel Messi) – Rodrigo Palacio, Carlos Tévez |
| PARAGWAJ: Aldo Bobadilla – Darío Verón, Julio César Cáceres (k), Julio Manzur, Aureliano Torres – Enrique Vera, Édgar González, Julio Dos Santos (69 Édgar Barreto), Jonathan Santana (81 Roque Santa Cruz) – Salvador Cabañas, Nelson Cuevas (58 Dante López)        |
| Bramki: 1:0 Javier Mascherano 79 |
| Żółte kartki: Nicolás Burdisso 75, Rodrigo Palacio 90+ / Édgar González 9, Jonathan Santana 39, Édgar Barreto 90+ |

### Ćwierćfinały

#### Wenezuela–Urugwaj
| WENEZUELA – URUGWAJ 1:4 (1:1) |
| --- |
| 7 lipca 2007, San Cristóbal, Estadio Polideportivo Pueblo Nuevo (widzów 42 000) |
| Sędzia: Carlos Chandía ( Amelio Andino, Félix Badaracco) |
| WENEZUELA: Renny Vega – Héctor González, José Manuel Rey, Alejandro Cichero, Jorge Rojas – Luis Vera (k), Miguel Mea Vitali (76 Alejandro Guerra) – Ricardo David Páez, Juan Arango – Giancarlo Maldonado (72 César González), Fernando De Ornelas (46 Daniel Arismendi) |
| URUGWAJ: Fabián Carini – Diego Lugano (k), Andrés Scotti, Darío Rodríguez (90 Diego Godín) – Pablo García – Maximiliano Pereira, Diego Pérez, Cristian Rodríguez, Jorge Fucile – Álvaro Recoba (79 Ignacio González), Diego Forlán                                       |
| Bramki: 0:1 Diego Forlán 38, 1:1 Juan Arango 41w, 1:2 Pablo García 65, 1:3 Cristian Rodríguez 87, 1:4 Diego Forlán 38, 90+ |
| Żółte kartki: – / Pablo García 50, Diego Forlán 67, Ignacio González 84 |

#### Brazylia–Chile
| BRAZYLIA – CHILE 6:1 (3:0) |
| --- |
| 7 lipca 2007, Puerto La Cruz, Estadio José Antonio Anzoátegui (widzów 25 000) |
| Sędzia: Jorge Larrionda ( Walter Rial, Luis Ávila) |
| BRAZYLIA: Doni – Maicon (71 Elano), Alex Costa, Juan dos Santos (73 Naldo), Gilberto – Mineiro, Gilberto Silva (k), Josué – Júlio Baptista – Robinho (65 Afonso Alves), Vágner Love                                                                          |
| CHILE: Claudio Bravo – Álvaro Ormeño, Ismael Fuentes, Pablo Contreras, Gonzalo Jara (56 José Luis Cabión) – Gonzalo Fierro (46 Jorge Valdivia), Manuel Iturra, Arturo Sanhueza (k), Mark González (66 Matías Fernández) – Juan Gonzalo Lorca, Humberto Suazo |
| Bramki: 1:0 Juan dos Santos 16g, 2:0 Júlio Baptista 23, 3:0 Robinho 28, 4:0 Josué 69, 5:0 Robinho 51, 5:1 Humberto Suazo 76, 6:1 Vágner Love 85 |
| Żółte kartki: Juan dos Santos 32, Gilberto Silva 63 / Manuel Iturra 20, Arturo Sanhueza 45, Álvaro Ormeño 50 |

#### Meksyk–Paragwaj
| MEKSYK – PARAGWAJ 6:0 (3:0) |
| --- |
| 8 lipca 2007, Maturín, Estadio Monumental Juana la Avanzadora (widzów 50 000) |
| Sędzia: Sergio Pezzotta ( Juan Carlos Bedoya, Luis Sánchez) |
| MEKSYK: Oswaldo Sánchez – Israel Castro, Rafael Márquez (k), Jonny Magallón, Fausto Pinto – Fernando Arce (80 Cuauhtémoc Blanco), Jaime Correa, Gerardo Torrado, Andrés Guardado – Juan Carlos Cacho (65 Omar Bravo), Nery Castillo (54 Adolfo Bautista)            |
| PARAGWAJ: Aldo Bobadilla – Darío Verón (46 Enrique Vera), Julio César Cáceres (k), Paulo da Silva – Carlos Bonet, Cristian Riveros, Édgar Barreto, Jonathan Santana (4 Joel Zajas), Claudio Morel Rodríguez – Óscar Cardozo (67 Salvador Cabañas), Roque Santa Cruz |
| Bramki: 1:0 Nery Castillo 5k, 2:0 Gerardo Torrado 27, 3:0 Nery Castillo 39, 4:0 Fernando Arce 79, 5:0 Cuauhtémoc Blanco 87k, 6:0 Omar Bravo 90+g |
| Żółte kartki: Jonny Magallón 61 / Édgar Barreto 64 |
| Czerwone kartki: – / Aldo Bobadilla 2 |

#### Argentyna–Peru
| ARGENTYNA – PERU 4:0 (0:0) |
| --- |
| 8 lipca 2007, Barquisimeto, Estadio Metropolitano de Fútbol de Lara (widzów 37 000) |
| Sędzia: Carlos Simon ( Ednilson Corona, Juan Carlos Arroyo) |
| ARGENTYNA: Roberto Abbondanzieri – Javier Zanetti, Roberto Ayala (k), Gabriel Milito, Gabriel Heinze – Javier Mascherano – Juan Sebastián Verón (71 Fernando Gago), Juan Riquelme, Esteban Cambiasso (83 Pablo Aimar) – Lionel Messi, Diego Milito (46 Carlos Tévez) |
| PERU: Leao Butrón – Jhon Galliquio, Miguel Villalta, Santiago Acasiete, Édgar Villamarín (64 Ysrael Zúñiga), Walter Vílchez – Paolo De la Haza, Juan Carlos Bazalar, Juan Carlos Mariño (74 Andrés Mendoza) – Paolo Guerrero (55 Pedro García), Claudio Pizarro (k)  |
| Bramki: 1:0 Juan Riquelme 47, 2:0 Lionel Messi 61, 3:0 Javier Mascherano, 4:0 Juan Riquelme 86 |
| Żółte kartki: Roberto Ayala 15 / Santiago Acasiete 1, Paolo De la Haza 30 |

### Półfinały

#### Brazylia–Urugwaj
| BRAZYLIA – URUGWAJ 2:2 (2:1), karne 5:4 |
| --- |
| 10 lipca 2007, Maracaibo, Estadio José Encarnación Pachencho Romero (widzów 40 000) |
| Sędzia: Óscar Ruiz ( Juan Carlos Bedoya, Juan Carlos Arroyo) |
| BRAZYLIA: Doni – Maicon, Alex Costa, Juan dos Santos, Gilberto – Mineiro, Gilberto Silva (k), Josué (73 Fernando Menegazzo) – Júlio Baptista (73 Diego) – Robinho, Vágner Love (79 Afonso Alves) |
| URUGWAJ: Fabián Carini – Diego Lugano (k), Andrés Scotti, Darío Rodríguez (46 Sebastián Abreu) – Pablo García – Maximiliano Pereira, Diego Pérez (75 Walter Gargano), Cristian Rodríguez, Jorge Fucile – Álvaro Recoba |
| Bramki: 1:0 Maicon 13, 1:1 Diego Forlán 36, 2:1 Júlio Baptista 40, 2:2 Sebastián Abreu 70 |
| Karne: 1:0 Robinho (1:0) Diego Forlán (obrona), 2:0 Juan dos Santos, 2:1 Andrés Scotti, 3:1 Gilberto Silva, 3:2 Ignacio González (3:2) Afonso Alves (niecelny), 3:3 Cristian Rodríguez, 4:3 Diego, 4:4 Sebastián Abreu (4:4) Fernando Menegazzo (niecelny) (4:4) Pablo García (niecelny), 5:4 Gilberto, 5:4 Diego Lugano (obrona) |
| Żółte kartki: Gilberto 38, Fernando Menegazzo 78, Gilberto Silva 90+ / Darío Rodríguez 25, Andrés Scotti 52, Diego Pérez 75 |
| Uwagi: w 16 minucie mecz został przerwany na okres 13 minut z powodu awarii światła |

#### Argentyna–Meksyk
| ARGENTYNA – MEKSYK 3:0 (1:0) |
| --- |
| 11 lipca 2007, Puerto Ordaz, Estadio Polideportivo Cachamay (widzów 40 000) |
| Sędzia: Carlos Chandía ( Rodrigo González, Luis Ávila) |
| ARGENTYNA: Roberto Abbondanzieri – Javier Zanetti, Roberto Ayala (k), Gabriel Milito, Gabriel Heinze – Javier Mascherano – Juan Sebastián Verón (78 Fernando Gago), Juan Riquelme (87 Pablo Aimar), Esteban Cambiasso – Lionel Messi, Carlos Tévez (78 Rodrigo Palacio) |
| MEKSYK: Oswaldo Sánchez – Israel Castro, Rafael Márquez (k), Jonny Magallón, Fausto Pinto – Fernando Arce, Jaime Correa (83 Gonzalo Pineda), Gerardo Torrado (46 Alberto Medina), Andrés Guardado – Juan Carlos Cacho (46 Omar Bravo), Nery Castillo                    |
| Bramki: 1:0 Gabriel Heinze 45, 2:0 Lionel Messi 61, 3:0 Juan Riquelme 66k |
| Żółte kartki: Juan Sebastián Verón 34, Lionel Messi 50 / Gerardo Torrado 43, Rafael Márquez 69 |

### O trzecie miejsce

#### Meksyk–Urugwaj
| MEKSYK – URUGWAJ 3:1 (1:1) |
| --- |
| 14 lipca 2007, Caracas, Estadio Olímpico de la UCV (widzów 30 000) |
| Sędzia: Mauricio Reinoso ( Félix Badaraco, Juan Carlos Arroyo) |
| MEKSYK: Guillermo Ochoa – José Antonio Castro, Jonny Magallón, Francisco Rodríguez, Fausto Pinto (64 Andrés Guardado) – Cuauhtémoc Blanco (k), Gerardo Torrado, Jaime Lozano (78 Jaime Correa), Ramón Morales – Nery Castillo, Omar Bravo (88 Luis Ángel Landín) |
| URUGWAJ: Fabián Carini – Carlos Valdez, Diego Lugano (k), Andrés Scotti – Pablo García (79 Walter Gargano) – Maximiliano Pereira, Ignacio González (74 Fabián Canobbio), Cristian Rodríguez, Jorge Fucile – Diego Forlán (74 Vicente Sánchez), Sebastián Abreu   |
| Bramki: 0:1 Sebastián Abreu 22g, 1:1 Cuauhtémoc Blanco 38k, 2:1 Omar Bravo 68, 3:1 Andrés Guardado 76 |
| Żółte kartki: Fausto Pinto 26, Nery Castillo 74 / Diego Forlán 26, Andrés Scotti 30, Pablo García 57 |
| Czerwone kartki: – / Diego Lugano 36 |

### Finał

#### Brazylia–Argentyna
| BRAZYLIA – ARGENTYNA 3:0 (2:0) |
| --- |
| 15 lipca 2007, Maracaibo, Estadio José Encarnación Pachencho Romero (widzów 42 000) |
| Sędzia: Carlos Amarilla ( Walter Rial, Luis Sánchez) |
| BRAZYLIA: Doni – Maicon, Alex Costa, Juan dos Santos (k), Gilberto – Elano (34 Daniel Alves), Mineiro, Josué – Júlio Baptista – Robinho (90 Diego), Vágner Love                                                                                            |
| ARGENTYNA: Roberto Abbondanzieri – Javier Zanetti, Roberto Ayala (k), Gabriel Milito, Gabriel Heinze – Javier Mascherano – Juan Sebastián Verón (67 Luis „Lucho” González), Juan Riquelme, Esteban Cambiasso (59 Pablo Aimar) – Lionel Messi, Carlos Tévez |
| Bramki: 1:0 Júlio Baptista 4, 2:0 Roberto Ayala 40s, 3:0 Daniel Alves 69 |
| Żółte kartki: Alex Costa 37, Doni 51, Gilberto 54, Júlio Baptista 68, Josué 82 / Javier Mascherano 44, Carlos Tévez 75 |

## Podsumowanie

### Faza grupowa

#### Grupa A
| Drużyna   | Pkt. | Mecze | Zwyc. | Remisy | Porażki | Gole strz. | Gole stra. | Bilans br. |
| --------- | ---- | ----- | ----- | ------ | ------- | ---------- | ---------- | ---------- |
| Wenezuela | 5    | 3     | 1     | 2      | 0       | 4          | 2          | +2         |
| Peru      | 4    | 3     | 1     | 1      | 1       | 5          | 4          | +1         |
| Urugwaj   | 4    | 3     | 1     | 1      | 1       | 1          | 3          | –2         |
| Boliwia   | 2    | 3     | 0     | 2      | 1       | 4          | 5          | –1         |

26 czerwca 2007
| Urugwaj       | 0 – 3 (0-1) | Peru         | 18:00 – Estadio Polideportivo de Pueblo Nuevo, San Cristobal Sędzia: Carlos Amarilla (Paragwaj) Widzów: 23 000 |
|               |             | Villalta 27' | |
|               |             | Mariño 69'   | |
|               |             | Guerrero 89' | |
| Wenezuela     | 2 – 2 (1-1) | Boliwia      | 20:45 – Estadio Metropolitano de Mérida, Mérida Sędzia: Mauricio Reinoso (Ekwador)                             |
| Maldonado 20' |             | Moreno 38'   | |
| Páez 55'      |             | Arce 84'     | |

30 czerwca 2007
| Boliwia       | 0 – 1 (0-0) | Urugwaj     | 16:00 – Estadio Polideportivo de Pueblo Nuevo, San Cristobal |
|               |             | Sánchez 58' |                                                              |
| Wenezuela     | 2 – 0 (0-0) | Peru        | 18:15 – Estadio Polideportivo de Pueblo Nuevo, San Cristobal |
| Cichero 49'   |             |             |                                                              |
| Arismendi 79' |             |             |                                                              |

3 lipca 2007
| Peru             | 2 – 2 (1-2) | Boliwia    | 18:30 – Estadio Metropolitano de Mérida, Mérida |  |
| Pizarro 34', 85' |             | Moreno 24' |                                                 |  |
|                  |             | Campos 45' |                                                 |  |
| Wenezuela        | 0 – 0       | Urugwaj    | 20:45 – Estadio Metropolitano de Mérida, Mérida |  |

#### Grupa B
| Drużyna  | Pkt. | Mecze | Zwyc. | Remisy | Porażki | Gole strz. | Gole stra. | Bilans br. |
| -------- | ---- | ----- | ----- | ------ | ------- | ---------- | ---------- | ---------- |
| Meksyk   | 7    | 3     | 2     | 1      | 0       | 4          | 1          | +3         |
| Brazylia | 6    | 3     | 2     | 0      | 1       | 4          | 2          | +2         |
| Chile    | 4    | 3     | 1     | 1      | 1       | 3          | 5          | –2         |
| Ekwador  | 0    | 3     | 0     | 0      | 3       | 3          | 6          | –3         |

27 czerwca 2007
| Ekwador      | 2 – 3 (2-1) | Chile          | 18:30 – Polideportivo Cachamay, Puerto Ordaz |
| Valencia 16' |             | Suazo 21', 80' |                                              |
| Benitez 23'  |             | Villanueva 87' |                                              |
| Brazylia     | 0 – 2 (0-2) | Meksyk         | 20:45 – Polideportivo Cachamay, Puerto Ordaz |
|              |             | Castillo 23'   |                                              |
|              |             | Morales 29'    |                                              |

1 lipca 2007
| Brazylia                      | 3 – 0 (1-0) | Chile      | 16:05 – Estadio Monumental de Maturín, Maturín |
| Robinho 36' (karny), 84', 86' |             |            |                                                |
| Meksyk                        | 2 – 1 (1-0) | Ekwador    | 18:20 – Estadio Monumental de Maturín, Maturín |
| Castillo 22'                  |             | Mendez 85' |                                                |
| Bravo 80'                     |             |            |                                                |

4 lipca 2007
| Meksyk              | 0 – 0         | Chile   | 18:30 – Estadio Olímpico Luis Ramos, Puerto la Cruz |
| Brazylia            | 1 – 0 (1 – 0) | Ekwador | 20:45 – Estadio Olímpico Luis Ramos, Puerto la Cruz |
| Robinho 55' (karny) |               |         |                                                     |

#### Grupa C
| Drużyna           | Pkt. | Mecze | Zwyc. | Remisy | Porażki | Gole strz. | Gole stra. | Bilans br. |
| ----------------- | ---- | ----- | ----- | ------ | ------- | ---------- | ---------- | ---------- |
| Argentyna         | 9    | 3     | 3     | 0      | 0       | 9          | 3          | +6         |
| Paragwaj          | 6    | 3     | 2     | 0      | 1       | 8          | 2          | +6         |
| Kolumbia          | 3    | 3     | 1     | 0      | 2       | 3          | 9          | –6         |
| Stany Zjednoczone | 0    | 3     | 0     | 0      | 3       | 2          | 8          | –6         |

28 czerwca 2007
| Paragwaj                 | 5 – 0 (1-0) | Kolumbia           | 18:30 – Estadio José Pachencho Romero, Maracaibo |
| Santa Cruz 30', 46', 81' |             |                    |                                                  |
| Cabanas 85', 88'         |             |                    |                                                  |
| Argentyna                | 4 – 1 (1-1) | USA                | 20:45 – Estadio José Pachencho Romero, Maracaibo |
| Crespo 11', 64'          |             | Johnson 9' (karny) |                                                  |
| Aimar 78'                |             |                    |                                                  |
| Tevez 85'                |             |                    |                                                  |

2 lipca 2007
| Paragwaj           | 3 – 1 (1-1) | USA            | 18:30 – Estadio Agustín Tovar, Barinas           |
| Barreto 30'        |             | Clark 40'      |                                                  |
| Cardozo 56'        |             |                |                                                  |
| Cabanas 90'        |             |                |                                                  |
| Argentyna          | 4 – 2 (3-1) | Kolumbia       | 20:45 – Estadio José Pachencho Romero, Maracaibo |
| Crespo 20' (karny) |             | Perea 10'      |                                                  |
| Riquelme 34', 45'  |             | Castrillón 73' |                                                  |
| Milito 90'         |             |                |                                                  |

5 lipca 2007
| USA            | 0 – 1 (0-1) | Kolumbia       | 18:30 – Estadio Metropolitano de Fútbol de Lara, Barquisimeto |
|                |             |                |                                                               |
|                |             | Castrillón 15' |                                                               |
|                |             |                |                                                               |
| Argentyna      | 1 – 0 (0-0) | Paragwaj       | 20:45 – Estadio Metropolitano de Fútbol de Lara, Barquisimeto |
| Mascherano 78' |             |                |                                                               |
|                |             |                |                                                               |
|                |             |                |                                                               |

### Najlepsi na 3. miejscu w grupie
Dwie najlepsze reprezentacje z tych, które zajęły 3. miejsce w swoich grupach weszły do ćwierćfinału.
| Drużyna  | Pkt. | Mecze | Zwyc. | Remisy | Porażki | Gole strz. | Gole stra. | Bilans br. |
| -------- | ---- | ----- | ----- | ------ | ------- | ---------- | ---------- | ---------- |
| Chile    | 4    | 3     | 1     | 1      | 1       | 3          | 5          | –2         |
| Urugwaj  | 4    | 3     | 1     | 1      | 1       | 1          | 3          | –2         |
| Kolumbia | 3    | 3     | 1     | 0      | 2       | 3          | 9          | –6         |

### Ćwierćfinały
7 lipca 2007 1 mecz ćwierćfinału
| Wenezuela  | 1 – 4 (1-1) | Urugwaj       | San Cristóbal |
| Arango 41' |             | Forlán 38'    |               |
|            |             | García 64'    |               |
|            |             | Rodríguez 86' |               |
|            |             | Forlán 90+1'  |               |
|            |             |               |               |
|            |             |               |               |

7 lipca 2007 2 mecz ćwierćfinału
| Chile     | 1 – 6 (0-3) | Brazylia         | Barinas |
| Suazo 77' |             | Juan 16'         |         |
|           |             | J. Baptista 23'  |         |
|           |             | Robinho 28', 51' |         |
|           |             | Josue 66'        |         |
|           |             | Vagner Love 85'  |         |

8 lipca 2007 3 mecz ćwierćfinału
| Meksyk                   | 6 – 0 (3-0) | Paragwaj | Maturín |
| Castillo 5' (karny), 38' |             |          |         |
| Torrado 26'              |             |          |         |
| Arce 79'                 |             |          |         |
| Blanco 87' (karny)       |             |          |         |
| Bravo 90'                |             |          |         |

8 lipca 2007 4 mecz ćwierćfinału
| Argentyna         | 4 – 0 (1-0) | Peru | Barquisimeto |
| Riquelme 47', 86' |             |      |              |
| Messi 61'         |             |      |              |
| Mascherano 75'    |             |      |              |

### Półfinały
10 lipca 2007 1 mecz półfinału
| Brazylia             | 2 – 2 (2-1)       | Urugwaj            | Caracas |
| Maicon 14'           |                   | Forlán 45+4'       |         |
| J. Baptista 45+9'    |                   | Abreu 70'          |         |
|                      | Rzuty karne 5 – 4 |                    |         |
| Robinho – gol        |                   | Forlán – obroniony |         |
| Juan – gol           |                   | Scotti – gol       |         |
| Gilberto Silva – gol |                   | I. Gonzalez – gol  |         |
| Alves – obroniony    |                   | Rodríguez – gol    |         |
| Diego – gol          |                   | Abreu – gol        |         |
| Fernando – obroniony |                   | P. García – słupek |         |
| Gilberto – gol       |                   | Lugano – obroniony |         |

11 lipca 2007 2 mecz półfinału
| Argentyna            | 3 – 0 (1-0) | Meksyk | Puerto Ordaz |
| Heinze 45'           |             |        |              |
| Messi 61'            |             |        |              |
| Riquelme 66' (karny) |             |        |              |

### Mecz o 3. miejsce
14 lipca 2007
| Urugwaj   | 1 – 3 (1-1) | Meksyk             | Caracas |
| Abreu 22' |             | Blanco 37' (karny) |         |
|           |             | Bravo 68'          |         |
|           |             | Guardado 75'       |         |

### Finał
15 lipca 2007
| Brazylia           | 3 – 0 (2-0) | Argentyna | Maracaibo |
| Júlio Baptista 4'  |             |           |           |
| Ayala 39' (samob.) |             |           |           |
| Dani Alves 69'     |             |           |           |

Zwycięzca Copa America:

BRAZYLIA

### Najlepsi strzelcy
6 goli
- Robinho

5 goli
- Juan Román Riquelme

4 gole
- Nery Castillo

3 gole
- Júlio Baptista
- Diego Forlán
- Roque Santa Cruz
- Salvador Cabañas
- Hernán Jorge Crespo
- Humberto Suazo
- Omar Bravo

2 gole
- Claudio Pizarro
- Jaime Moreno
- Jaime Castrillón
- Javier Mascherano
- Lionel Messi
- Cuauhtémoc Blanco
- Sebastián Abreu

1 gol
- Giancarlo Maldonado
- Ricardo David Páez
- Alejandro Cichero
- Daniel Arismendi
- Juan Arango
- Juan Carlos Arce
- Jhasmani Campos
- José Paolo Guerrero
- Juan Carlos Mariño
- Miguel Villalta
- Vicente Sánchez
- Pablo García
- Cristian Rodríguez
- Carlos Villanueva
- Christian Benítez
- Antonio Valencia
- Édison Méndez
- Ramón Morales
- Andrés Guardado
- Gerardo Torrado
- Fernando Arce
- Gabriel Heinze
- Pablo Cesar Aimar
- Carlos Alberto Tévez
- Diego Milito
- Eddie Johnson
- Ricardo Clark
- Edgar Barreto
- Óscar Cardozo
- Edixon Perea
- Dani Alves
- Josue
- Juan
- Maicon
- Vágner Love

gole samobójcze
- Ayala

### Sędziowie
| Mecze | Sędziowie                                                                                 |
| ----- | ----------------------------------------------------------------------------------------- |
| 4     | Carlos Chandía                                                                            |
| 3     | Sergio Pezzota Carlos Simon Carlos Amarilla Jorge Larrionda                               |
| 2     | Mauricio Reinoso Óscar Julián Ruiz                                                        |
| 1     | René Ortubé Benito Archundia Carlos Torres Víctor Rivera Baldomero Toledo Manuel Andarcia |